# Месть (фильм, 1990)
«Месть» — кинофильм. Экранизация произведения, автор которого — Джим Харрисон.

## Сюжет
Майкл Джей Кокрэн — военный пилот в отставке. Он оставил службу ради жизни в Мексике — жизни, полной приключений. Гостя у своего друга Тибби Мендеса, Джей влюбляется в его жену Мирейю. Если они пойдут на поводу страсти, это повлечёт огромный риск, так как Мендес — могущественный босс мафии, держащий все окрестности в своей власти. Раскрытие любви Джея и Мирейи ставит их на грань между жизнью и смертью.
Кадры фильма погружают зрителя глубоко в атмосферу Мексики и её жестоких обычаев. Это история сильного человека, цель которого — найти отнятую любовь и отомстить за неё.

## В ролях
- Кевин Костнер — Майкл Джей Кокрэн
- Энтони Куинн — Тибурон Акула Мендес
- Мэделин Стоу — Мирейя Мендес
- Мигель Феррер — Амадор
- Томас Милиан — Сеса́р
- Джеймс Гэммон — Техано
- Джесси Корти — Мадеро
- Хоакин Мартинеc — Мауро
- Джон Легуизамо — Игнасио, кузен Амадора